# Walter Seifritz
Walter Seifritz (* 14. Juni 1939 in Tuttlingen) ist ein Schweizer Kerntechniker.

## Leben
Seifritz studierte Physik an der TH Karlsruhe, erwarb  1964 sein Diplom  und wurde 1969 am Kernforschungszentrum promoviert (Titel der Dissertation: Die Bestimmung von kinetischen Reaktorparametern durch die Polaritätskorrelation des Neutronenrauschens im Frequenzbereich). Von 1969 bis 1973 war er an der Leibniz-Universität Hannover, wo er sich 1972 habilitierte.  Er war am OECD-Halden-Reaktorprojekt beteiligt. Seit 1973 war er Direktor der Physikalischen Abteilung am Eidgenössischen Institut für Reaktorforschung (EIR) in Würenlingen 1960 gegründet und ab 1988 im Paul Scherrer Institut aufgegangen. Seit 1979 war er außerplanmäßiger Professor an der Leibniz-Universität Hannover.
Seifritz ist Verfasser eines Fachbuchs über nukleare Sprengkörper. In seinem Buch untersucht er neben dem militärischen Einsatz auch den Einsatz von unterirdischen Kernexplosionen zur Energieerzeugung. Weitere Forschungsthemen sind  Energieversorgungsfragen und Fragen des globalen Wachstums.
Er war Mitherausgeber der Zeitschrift Atomkernenergie (1956–1978), welche in dem Journal Kerntechnik, ISSN 2195-8580 aufging.

## Schriften
- Sanfte Energietechnologie – Hoffnung oder Utopie? Thiemig, München 1980, ISBN 3-521-06130-2.
- Nukleare Sprengkörper – Bedrohung oder Energieversorgung für die Menschheit? Mit einem Vorwort von Harold M. Agnew. Thiemig, München 1984, ISBN 3-521-06143-4.
- Wachstum, Rückkopplung und Chaos: eine Einführung in die Theorie der Nichtlinearität und des Chaos. Hanser Verlag, München 1987, ISBN 3-446-15105-2.
- Der Treibhauseffekt – technische Maßnahmen zur CO2-Entsorgung. Hanser Verlag, München/Wien 1991, ISBN 3-446-15842-1.
- Kernreaktoren von morgen: eine Analyse und Bewertung der zukünftigen Reaktorgeneration. Verlag TÜV Rheinland, Köln 1992, ISBN 3-8249-0094-7.
- mit Bruno Fritsch, Stephan Schmidheiny: Towards an ecologically sustainable growth society: physical foundations, economic transitions, and political constraints. Springer, Berlin 1994, ISBN 3-540-57598-7.